# 段原一詞
段原 一詞（だんばら かずし、1972年 - ）は、日本の高校サッカー指導者、教員。担当教科は英語。明徳義塾中学校・高等学校および秀岳館高等学校サッカー部監督を歴任した。秀岳館高サッカー部のコーチ暴行事件の隠蔽に関与したが最終的に退職。元自衛官。福岡県出身。

## 来歴・人物
東海大学第五高等学校（現・東海大学付属福岡高等学校）時代にはサッカー部に在籍。1990年度の第69回全国高等学校サッカー選手権大会ではベスト4に進出した。
高校卒業後、サッカーに明け暮れていたとはいえ、当時は過渡期であった日本のプロサッカーが現実的ではないことから、自衛隊に入隊し、その中で引き続きサッカー部の余暇活動に打ち込んだ。やがて段原らのチームが部内大会で全国制覇を成し遂げると、高知県の明徳義塾高校のサッカー部の指導者の目にとまり、打診を受けて、1997年から明徳義塾中サッカー部監督と高校のコーチの兼任を引き受け、2000年の新人戦から高校の正式な監督に就任した。
しかし、学校での本職は焼却炉の掃除といった雑用でしかなく、自分自身を確立するためには教員にならなければと一念発起。通信教育で日本大学文理学部の英文科に入り、1日の睡眠時間が3時間の日々を4年間耐え忍んで教員の資格を取得した。2001年から熊本県の秀岳館高へ移り、同校サッカー部監督に就任。
2022年5月17日、秀岳館高サッカー部において、男性コーチによる部員への暴行が発覚後、段原が部員に謝罪動画の撮影を指示したとされる問題で、書類送検された男性コーチが懲戒解雇処分となったのに合わせ、一連の責任を取り退職願を提出、秀岳館高側が受理した。退職時の役職は「校長補佐」であった。

## 業績
全国大会出場歴として、明徳義塾高時代に2000年度の第79回全国高等学校サッカー選手権大会および平成12年度全国高等学校総合体育大会が、秀岳館高時代に2014年度の第93回全国高等学校サッカー選手権大会がある。
育成選手については、明徳義塾高時代に永冨裕也（2001年卒→愛媛FC）、秀岳館高時代に永冨裕尚（2003年卒→レノファ山口FC）、有村直紀（2006年卒→セレッソ大阪）、車東訓（2009年卒→FC岐阜）、八久保颯（2011年卒→ロアッソ熊本）、パブロ・ヤン・フェレイラ（2013年卒→ロアッソ熊本）、大岩亮太（2015年卒→ザスパクサツ群馬)、笹原脩平（2015年卒→サガン鳥栖）、石橋択真（2016年卒→韓国・昌原市役所FC）、ターレス・プロコピオ・カストロ・デ・パウラ（2020年卒→ロアッソ熊本）、レオナルド・ケンタ・ホサカ・カルロス（2020年卒→ロアッソ熊本）が挙げられる。